# Avars
Ne doit pas être confondu avec Avare, Avar, AVA ou Avars (Caucase).
vers 560 – 805
Entités précédentes :
- Royaume lombard
- Royaume gépide

Entités suivantes :
- Khanat bulgare
- Empire carolingien (Marche avare (en))
- Croatie Pannonienne
- Principauté de Dalmatie

Les Avars ou Avares étaient une alliance de plusieurs groupes de nomades eurasiens, parfois qualifiés de « turco-mongols », et issus de la confédération des Ruanruan qui menaçait la Chine au IIIe siècle. Ils se sont ensuite installés en  Europe centrale sous l'impulsion de leur khagan, Bayan Ier et ont dominé une partie de l'Europe orientale entre les années 560 et 800.

## Ethnonyme
Comme pour toutes les confédérations multiethniques qui sont passées par la steppe pontique en pratiquant un large métissage basé sur le rapt et l'esclavage, les exonymes, peu documentés, renvoient à de multiples réinterprétations en différentes langues. Ainsi en turc ancien, les Avars sont les « vagabonds », avaral-i.
Ils sont appelés Obres dans la Chronique des temps passés du moine Nestor rédigée à Kiev vers 1115.

## Histoire

### Origine

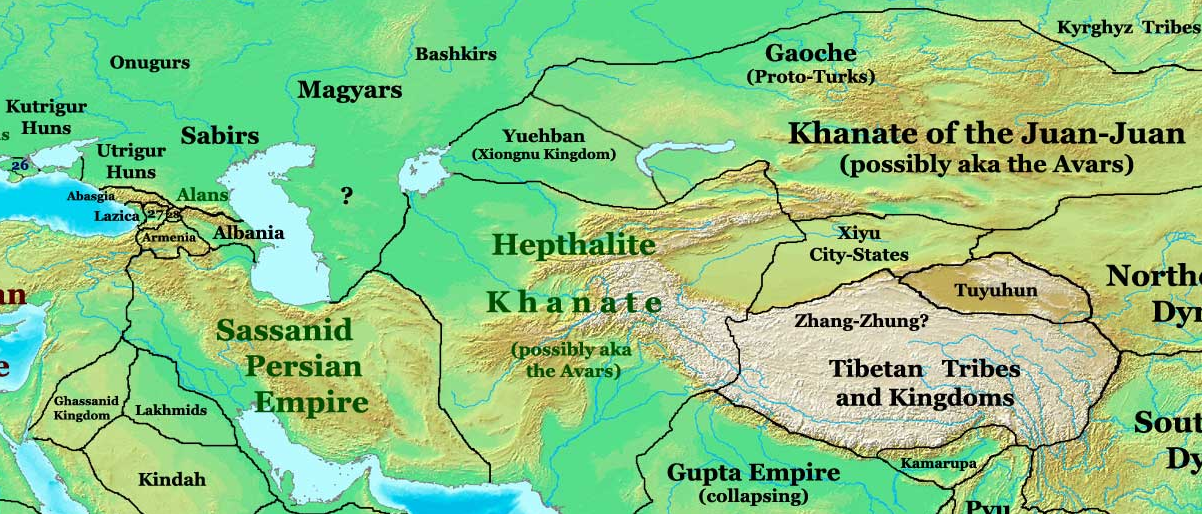
L'Asie centrale vers 500, montrant les territoires d'origine possible des Avars d'Europe.

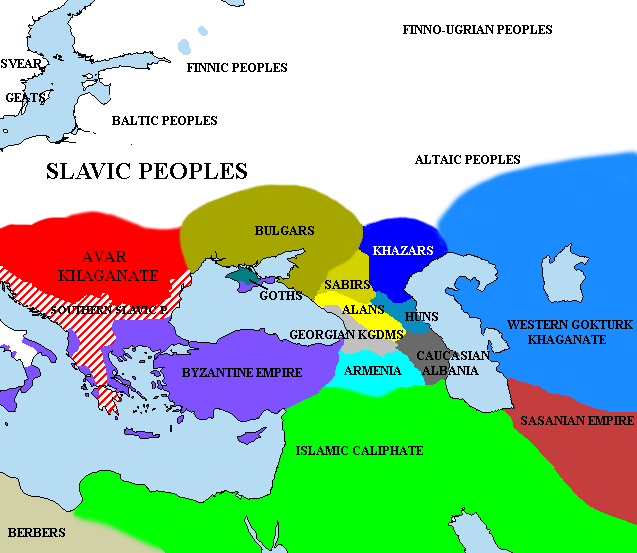
Steppe pontique vers 650.

Ils sont probablement originaires de Mongolie, connus par les Chinois sous le nom de Ruanruan (Jouan). Au Ve siècle, leur khan Chö-louen fonde un empire nomade de la Corée à l’Irtych. Les textes byzantins conviennent que leur mouvement vers l'Europe a été déclenché par la montée du premier khaganat turc dans les années 550, centré dans ce qui est aujourd'hui la Mongolie, lorsque les Turcs ont détruit un empire appelé ruanruan par leurs voisins chinois. Cependant, les textes ne s'accordent pas sur qui étaient les Avars, ni d'où ils venaient exactement. Les éléments transmis par la tradition historique sont les suivants:
En 546, leurs vassaux Tölech se révoltent. Bumin, chef des Tujue (Göktürks), réprime la rébellion et réclame en récompense la main d’une princesse ruanruan, ce qui lui est refusé. Vexé, il se décide à la révolte, et envoie une ambassade en Chine auprès des Wei. Il s'allie avec eux, et en 551 épouse une princesse tabghach. En 552, le dernier khan ruanruan, encerclé, se donne la mort. L'Empire avar s'effondre, il est remplacé en Mongolie par celui des Göktürks ; les survivants se réfugient à la frontière de la Chine, où les Qi du Nord, successeurs des Wei, les établissent comme fédérés.
L’historien byzantin Théophylacte Simocatta relate la migration des Avars de la Haute-Asie vers la Russie méridionale. Il distingue les vrais Avars des Pseudo-Avars (Pseudavaroi). Les premiers seraient les Ruanruan proprement-dits, les autres : des peuples rencontrés en chemin, et que les historiens modernes supposent être scythiques (iraniens), hunniques et/ou turcs. Selon Simocatta, les Avars connus en Europe auraient usurpé ce nom prestigieux. Ils seraient selon lui formés de deux hordes unies, celle des Ouar (ou War), qui a donné Avar, et celle des Kounni ou Khouni, qui semble d'origine hunnique, les Ουαρχονήται (Ouarkhonites) des Byzantins. Certains orientalistes, d'après les sources byzantines qui qualifient les Ouarkhonitai d'Ogor, pensent qu'ils pourraient être d'origine ouïghoure, donc turque. Albert Herrmann, qui insistait sur leur origine mongole, suggère que si les Avars qui émigrent en Europe dans la seconde moitié du VIe siècle ne sont plus des Ruanruan, ils pourraient être des Huns hephtalites, vaincus vers 565 et chassés de Transoxiane et de Bactriane par les Sassanides et les Göktürks.

### Arrivée en Europe
Ceux qui se dirigent vers l'Europe sont connus sous le nom d'Avars (grec : Αβάροι : Abaroi, latin : Avari, Avares) et migrent vers l'ouest, tout en poussant devant eux d'autres peuplades turco-mongoles : « les Hunnougour et Sabir et d’autres hordes hunniques » selon Théophylacte Simocatta ; ce nom d’Hunnougour, transcrit par Onogoures, est, par confusion ultérieure avec les Magyars, à l'origine du nom latin d’Unguri, les Hongrois. Les Avars sont mentionnés pour la première fois au nord du Caucase en 555 par des sources syriennes (le pseudo Zacharie le rhéteur). Installés sur la Volga, ils envoient une ambassade menée par Kandikh au général byzantin Justin en Lazique en 557, par l'intermédiaire du roi des Alains du Caucase, Saros. L'empereur Justinien invite cette ambassade à Constantinople, où elle arrive en janvier 558. Avec l'autorisation du Sénat, selon Ménandre le Protecteur, l'empereur charge les Avars de soumettre les nomades de la steppe pontique (aujourd'hui ukrainienne) tels que les Koutrigoures, Outigours, Antes, Sabires, Zales et autres, contre un paiement, et des terres sur le bas-Danube.
Vers 560 les Avars vassalisent les Outigours et les Koutrigours, qui nomadisaient au nord-ouest de la mer d'Azov et à l’embouchure du Don. Ils atteignent le bas-Danube en 562, et envoient une nouvelle ambassade à Justinien pour demander des terres au sud du fleuve (Mésie) ; l'empereur leur propose d'occuper le territoire des Hérules, en Pannonie seconde, mais ils ne se montrent pas intéressés et lancent alors des campagnes au nord-ouest, contre les tribus slaves (Antes, Slovènes et Wendes), à l’ouest (où ils entrent en Germanie, mais sont mis en déroute en Thuringe par le roi franc d’Austrasie Sigebert en 562) et vers la mer Noire (où ils ravagent la Scythie mineure, ce qui les fait entrer en conflit avec l'Empire byzantin, dont c'est une province). Une autre expédition de pillage, jusqu'aux rives de l'Elbe en 566–567, voit la défaite de Sigebert qui est fait prisonnier, puis libéré contre rançon.
Après la mort de Justinien, une ambassade avare est à nouveau reçue par l'empereur byzantin Justin II en 565. L'envoyé des Avars, Targitès, réclame Sirmium et le paiement auparavant versé aux Outigours et Koutrigours, désormais vassaux des Avars. Justin refuse. Durant l'hiver 566–567, les Turcs occidentaux traversent la Volga gelée, dans l'intention d'écraser les Avars. Le Khâgan (« khân des khâns ») avar Bayan, menacé à l'est, conclut une alliance à l'ouest avec les Lombards de Pannonie contre les Gépides, qu'ils chassent de Dacie en 567. Les Avars contrôlent alors la steppe de la Volga au Danube et les populations locales, comme les Slaves, les Valaques et les Bulgares. Ils exploitent la population rurale sédentaire. Les Slaves participent parfois à leurs expéditions, notamment sur Constantinople.
Après le départ des Lombards vers l'Italie, au printemps 568, Bayan occupe la partie ouest du bassin des Carpates et toute la région du moyen-Danube. Les Avars avancent jusqu’en Bavière et multiplient les raids de pillage dans le monde germanique, souvent en tant que mercenaires des souverains d’Europe occidentale et méridionale.
En 569, ils réclament à nouveau à l'Empire byzantin la possession de Sirmium, en Pannonie, et un tribut. Devant le refus des Byzantins, ils envoient leurs alliés koutrigours ravager la Dalmatie, par la Save, et obtiennent en 571 un traité qui leur laisse les terres des Gépides, sauf Sirmium.

### Le premier Empire avar (580-670)

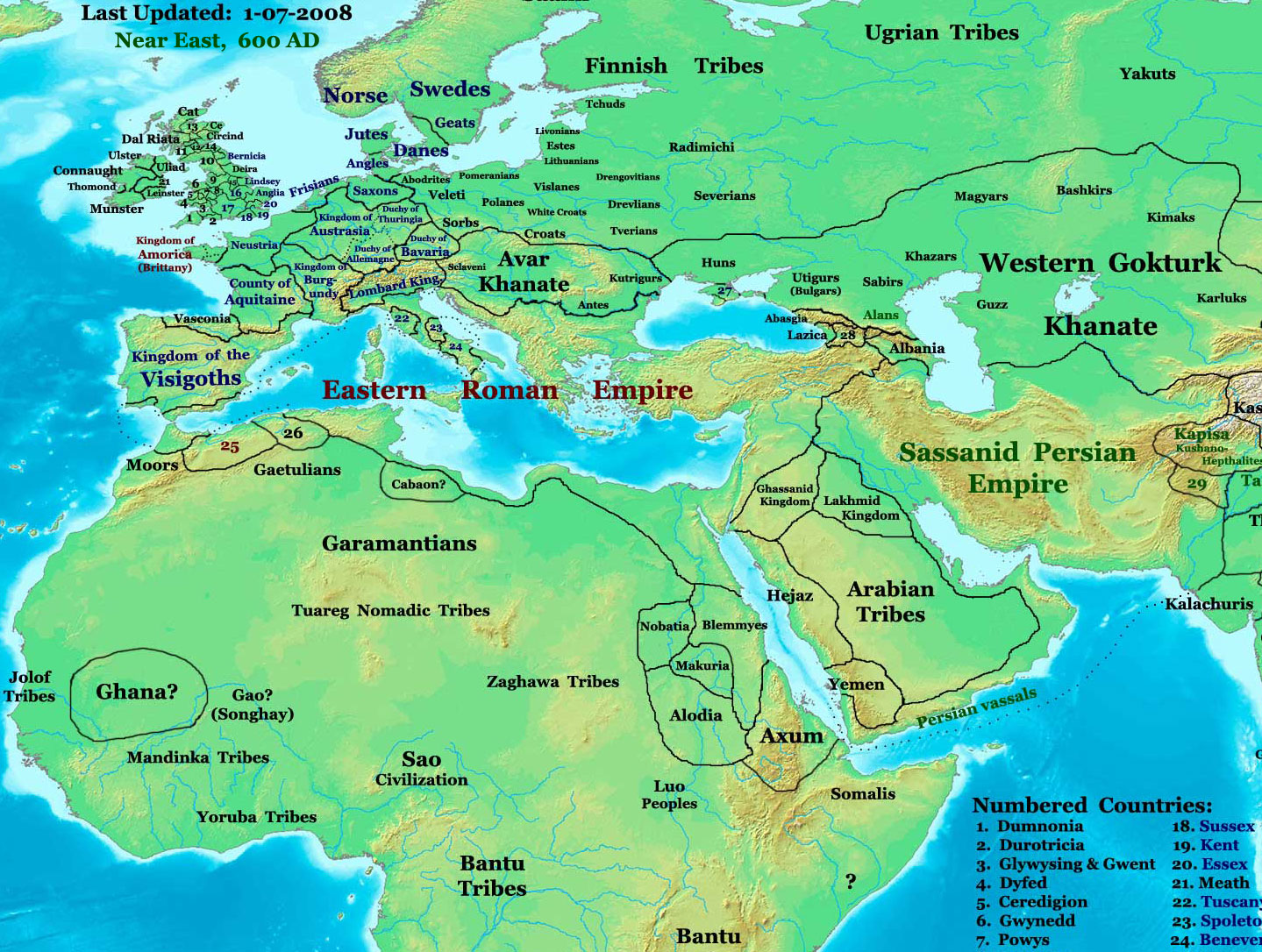
Carte montrant la localisation du Khaganat avar en Europe, vers 600.

Durant l'été 582, Bayan s'empare de Sirmium. L'empereur byzantin Tibère II lui paie un énorme tribut pour sauvegarder le reste des Balkans, et obtient une paix de deux ans. Bayan, accompagné de Slaves, repasse le Danube en 585, mais est battu durant l'été après s'être avancé jusqu'au Long mur de Thrace. Il assiège Thessalonique (22 septembre 586 ou 587), mais est vaincu en 587 par les Byzantins près d’Andrinople. Il revient en 592, prend Anchialos (aujourd'hui Pomorje (en) en Bulgarie) et ravage la Thrace, mais se heurte au général byzantin Priscus, qui franchit le Danube, l’attaque en Pannonie et le bat complètement sur les bords de la Tissia, tuant quatre de ses fils en 601. Bayan meurt peu après, en 602.
À partir de 610, son successeur se tourne vers l'ouest et attaque l'Italie. Cividale, capitale du duché lombard du Frioul, est prise. Le duc Gisulf II meurt au combat, et sa femme Romilda passe à l'ennemi. Les Avars mettent le Frioul à feu et à sang et combattent le roi lombard Agilolf. En 619, lors d'une entrevue à Héraclée de Thrace, le Khagan tente de s'emparer de la personne de l’empereur Héraclius, puis attaque vainement Constantinople. Il s'allie aux Perses sassanides, en guerre contre les Byzantins, pour assiéger conjointement Constantinople en juin–juillet 626 avec « 80 000 cavaliers et fantassins » (chiffre certainement exagéré par les chroniqueurs de l'époque), comportant, en plus des Avars, des contingents slaves, asiatiques et germaniques ; mais la flotte byzantine parvient à empêcher les Avars et les Perses de coordonner leur action, et les Avars sont repoussés avec de très lourdes pertes (4 août 626). Cette défaite est le signal de la révolte pour les tribus slaves, et des populations valaques soumises par les Avars. À la mort du Khagan vaincu (630), les Proto-Bulgares, jusqu'alors fidèles alliés des Avars, demandent que la dignité de Khagan soit attribuée à leur khan Koubrat. Les Avars répriment cette révolte, mais doivent abandonner aux Proto-Bulgares la région au nord de la mer Noire, dite Grande Bulgarie (632). À l'ouest, le Franc Samo prend la tête de la révolte slave et s’affirme comme chef des territoires libérés, la Moravie, la Bohême, la Basse-Autriche et la Serbie blanche (631). Dans le bassin du bas-Danube et les Balkans, les envahisseurs slaves forment des « sklavinies », petites principautés indépendantes les unes des autres, qui s'intercalent entre les « valachies » et échappent plus ou moins complètement au pouvoir de l’empereur byzantin. Les Slaves occupent ainsi la région entre Danube et Save, qui échappe aux Avars. Après la mort de Samo en 658, son domaine se désagrège. Les Avars rétablissent leur domination sur la frontière du Danube, mais ils sont déjà entrés en décadence.

### L'Empire avar tardif (680-804)

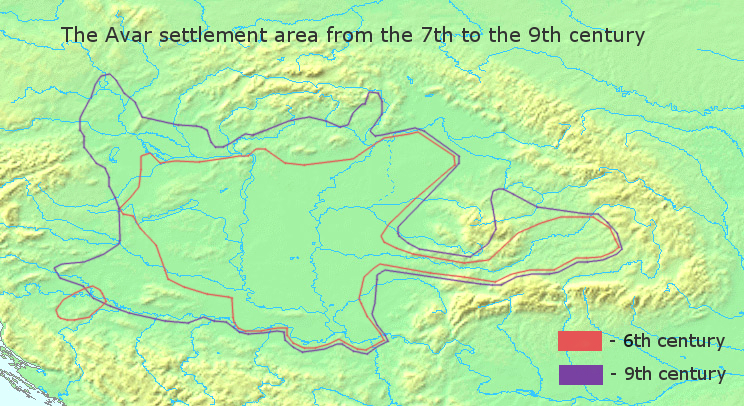
Zone de peuplement avar vers 600-800

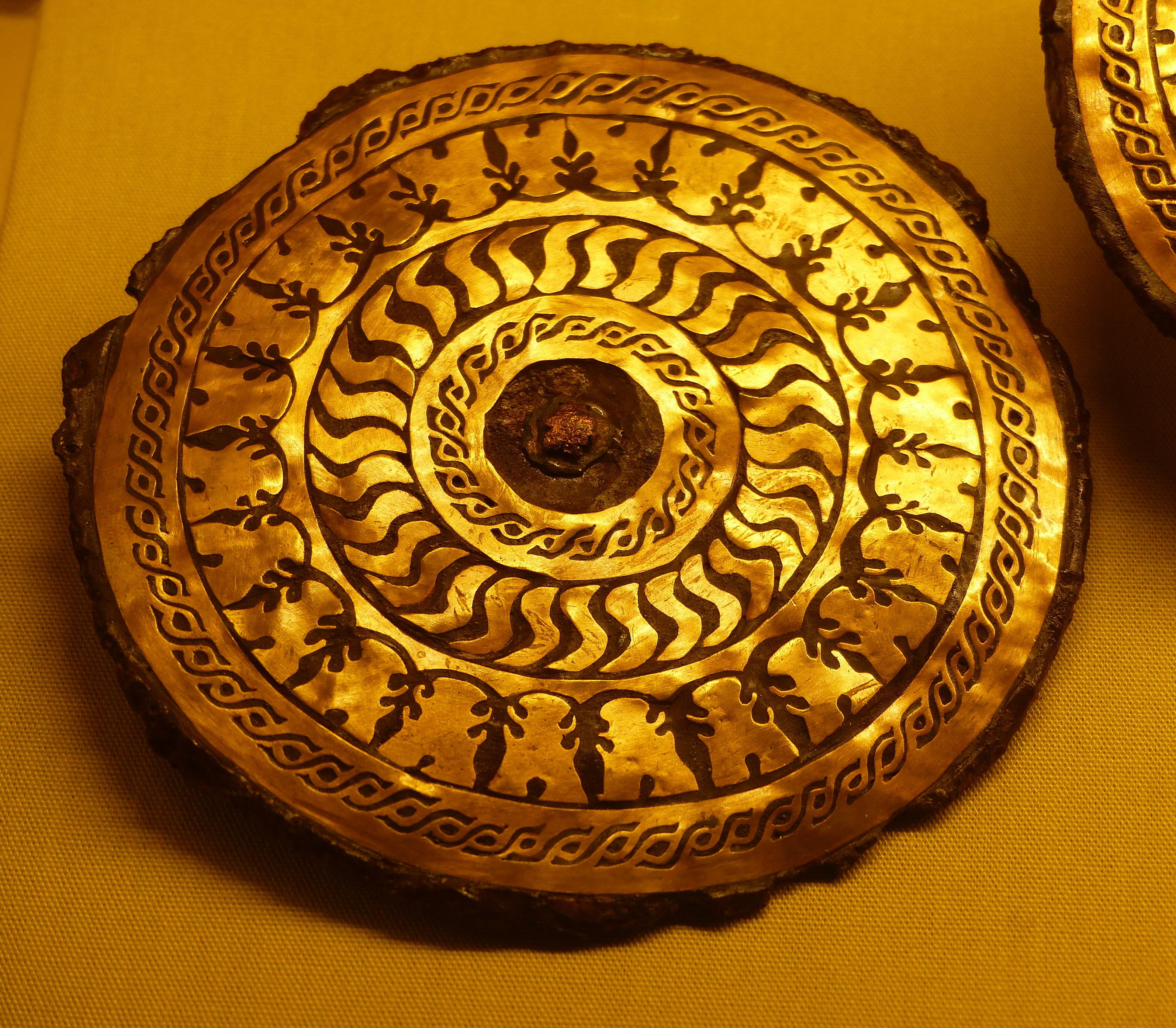
Disque de joaillerie d'un guerrier avar de Drasendorf (district de Mistelbach). Asparn an der Zaya (Basse-Autriche). Musée de la Préhistoire et de la Protohistoire

L'Empire avar se replie sur les territoires de l’actuelle Hongrie, l'ancienne Pannonie, en y accueillant les fragments d’autres peuples venus des steppes (turco-bulgares ou finno-ougriens ?). Une période plus paisible commence, qui développe un artisanat raffiné (objets ciselés ornés « de griffes et de rinceaux »).
À partir de l'an 791, les Francs de Charlemagne et de son fils Pépin d'Italie, décidés à en finir avec ces païens, les combattent violemment et sans relâche avec leurs troupes franques, bavaroises et lombardes. Leur camp retranché, le Ring des Avars, est pris en 796, avec un trésor considérable, fruit de plusieurs siècles de pillages. Après les dernières révoltes contre les Francs en 799/805, Charlemagne ne conserve que la partie occidentale de leur empire, située entre le Danube et l'Inn, et en fait sous le nom d'Avarie (en) une marche de l'empire des Francs. Le reste est occupé par les Slaves et des Bulgares.
Les Avars sont exterminés ; ceux qui se soumettent sont convertis au christianisme de gré ou, bien souvent, de force, les derniers rebelles seront vaincus en 805. Une loi franque ordonne de ne vendre aucune arme aux Avars, et leur existence en tant que peuple distinct s'arrête là. Une toute dernière expédition, en 811, détruit les derniers résistants. Certains, peu nombreux, se réfugient dans les montagnes de Transylvanie, au milieu des Valaques et des Slavons ; les Sicules transylvains sont parfois considérés comme leurs descendants, mais ils ont adopté la langue hongroise, avec quelques particularismes et archaïsmes. Ceux restés en Pannonie sont harcelés et totalement dispersés par les Proto-Bulgares, autrefois persécutés par ces mêmes Avars. On n'entendra plus parler d'eux à partir des années 822.
Selon Constantin VII Porphyrogénète, on trouvait encore au Xe siècle en Croatie un certain nombre de leurs descendants, que l’on appelait encore Avars.

## Tactiques militaires et technologie

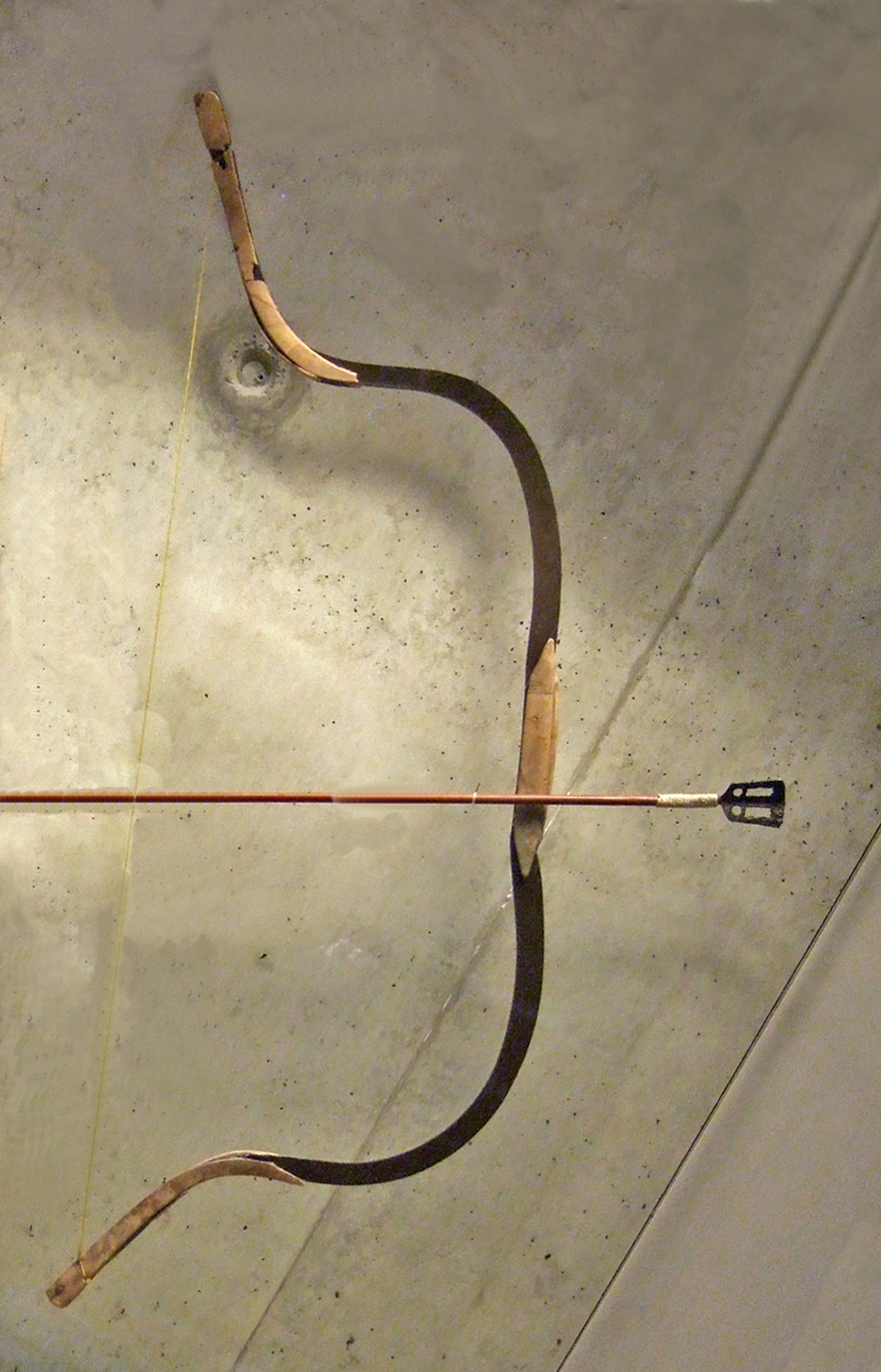
Arc réflexe du cimetière avar de Gyenesdiás, Comté de Zala, Hongrie, VIIe siècle

Les Avars, peuple des steppes, utilisaient des tactiques analogues à celles des Mongols et des Sarmates. La charge de cavalerie et le « hit and run » — consistant à tirer des flèches à cheval tout en refusant le corps à corps — étaient souvent employées. On sait de sources sûres qu’ils se servaient de la cavalerie lourde pour le combat. Le cheval et l’homme sont couverts de la cuirasse de fer d’origine probablement scythique (retrouvées dans une tombe avare). Ces peuplades remportaient des victoires contre des peuples employant majoritairement l’infanterie : les peuples Francs, Gépides, Slaves et Lombards. L’Empire byzantin, lui, s’était doté d’une cavalerie dès le Ve siècle, et pouvait donc rivaliser avec eux, tout comme les Kökturks, dominant les steppes orientales.
Leur technologie est plus évoluée que celle des Huns. Outre l’arc à double courbure, qui a remporté des succès au Ve siècle, les Avars amenèrent l’étrier en Europe. Cette innovation permettait au cavalier de se dresser sur sa monture, et de tirer à l’arc avec précision en se retournant aussi vite.
Nous connaissons l’ordre de bataille suivant : les Avars employaient leurs esclaves (Gépides puis Slavons) comme fantassins, envoyés les premiers au combat. Si ceux-ci l’emportaient, les Avars pillaient le camp ennemi ; dans le cas contraire, les cavaliers étaient engagés. Lors d’une défaite face aux Byzantins, sur 21 000 prisonniers, les Byzantins ont recensé plus de 18 000 individus des différents peuples soumis, et à peine 3 000 Avars.

## Structure politique
Les Avars au départ étaient dirigés par un Khagan. Le terme khagan signifie Grand Khan ou Khan des Khans (rois des rois), impliquant que les Avars se considéraient comme un Empire à part entière.
Le Khagan accédait au pouvoir par élection au Qurultay : un conseil de « nobles » qui élisait le khagan parmi les différents membres de la famille du Khagan. Ce mode de désignation se retrouve chez les autres populations turco-mongoles).
La Royauté semble s’être divisée en deux, avec toujours le Khagan au sens politique, et plus tardivement le iuggur ; un chef militaire et religieux. Une chronique indique que Charlemagne reçut la reddition du Khagan et iuggur. On sait que les Avars s’appuyaient sur de petits Khan locaux (comme les tudun (en), les tarkhans, etc.). Les Avars étaient donc rigoureusement organisés.
Le Khagan pouvait désigner un chef parmi les différents clans, appelé Walluc. On connaît ce terme par les chroniques de Sigebert. Un chef bulgare chassé par les Avars du nom de Alzeco devint chef des Wendes sous ce titre.

## Dans la culture
Les Avars ont été éclipsés dans notre culture car ils ont exercé une très faible influence en France. Dans les cultures slaves anciennement soumises, tout comme les Huns pour les Germains, ils sont la définition de la terreur. L’auteur de la Chronique de Nestor de 1113 les condamne notamment (avec excès) trois siècles après leur disparition.
Ils sont souvent mis en retrait, car ils étaient surtout affiliés aux Huns, qui sont disparus un siècle plus tôt. Les chroniques relatent le combat de Sigebert face au roi des « Huns ». L’apparition des Magyars, plus entreprenants et plus vivaces, est une autre raison de l’oubli des Avars en Occident. L'aura de terreur de leurs prédécesseurs et celle de leurs successeurs sont restées supérieures à la leur. De manière générale, la plupart des peuples qui se trouvaient sur le Danube semblent partager un sentiment de brutalité commune durant l'Antiquité et le haut Moyen Âge (Thraces, Proto-Bulgares, Huns, Avares, Goths, Slaves).

## Galerie

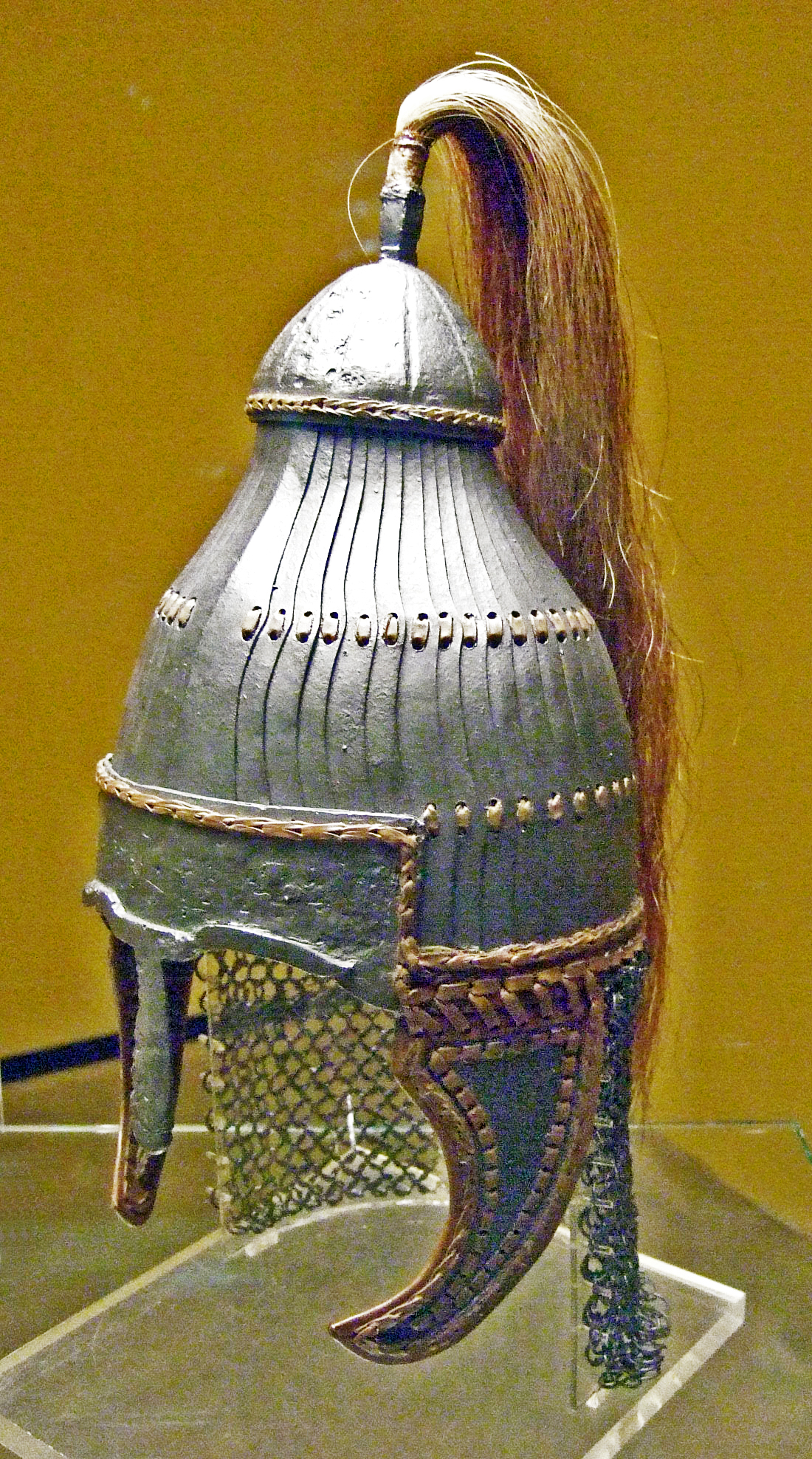
Heaume avar (Niederstotzingen)
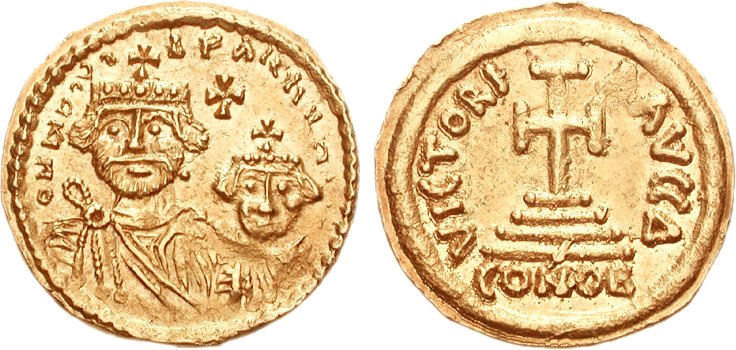
Monnaie avare (imitant Héraclius)
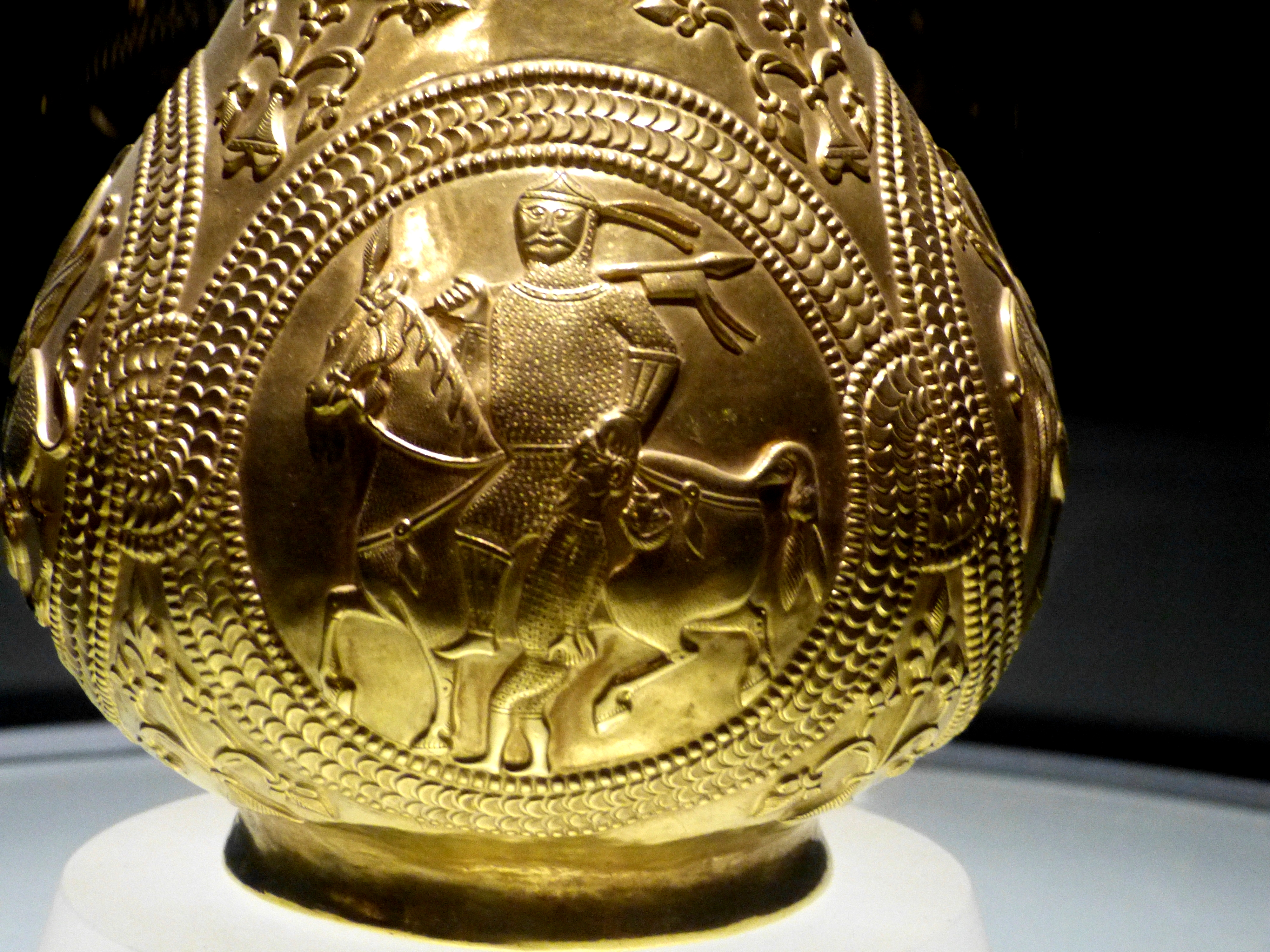
Partie du trésor de Nagyszentmiklós
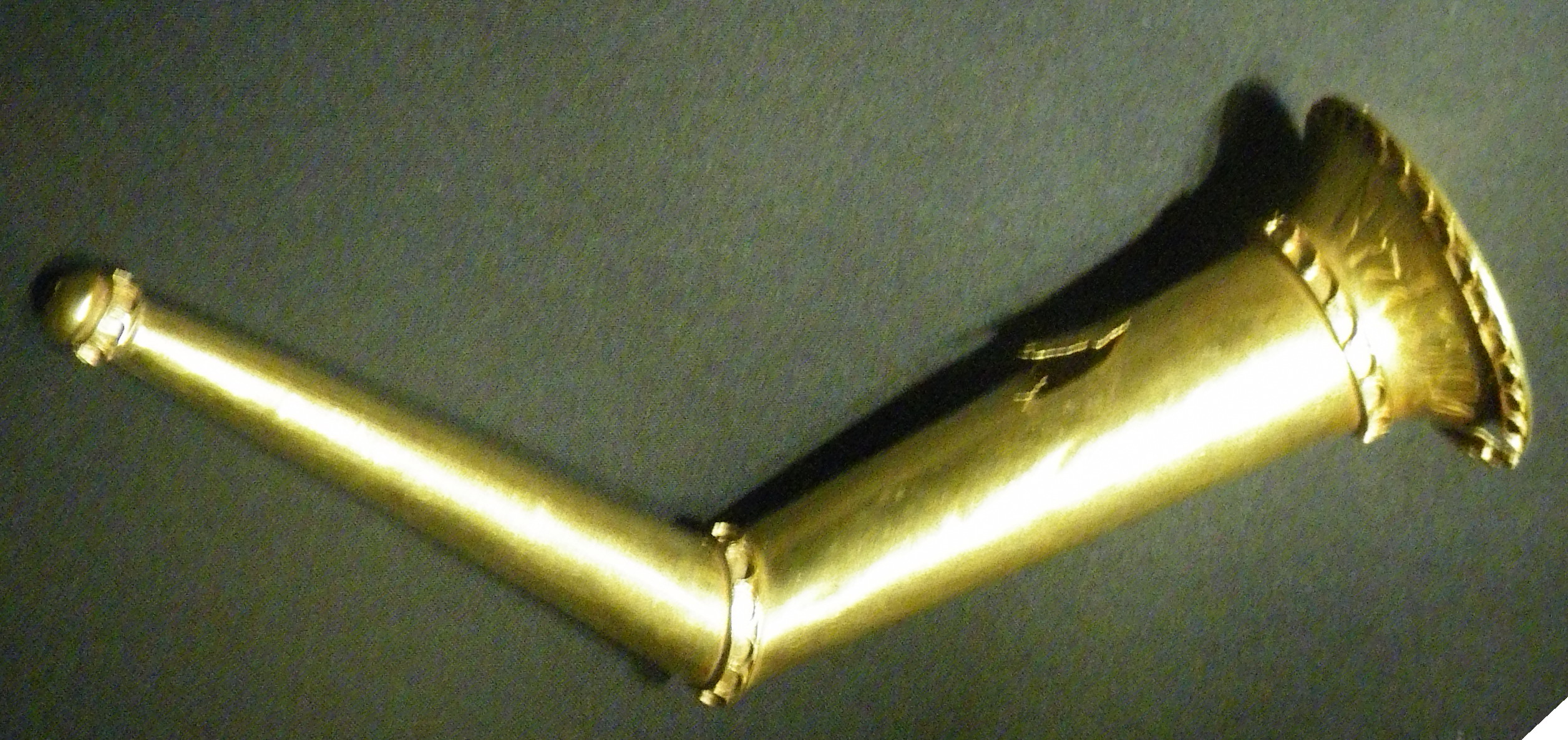
Pièce du trésor, au Musée de Sânnicolau Mare
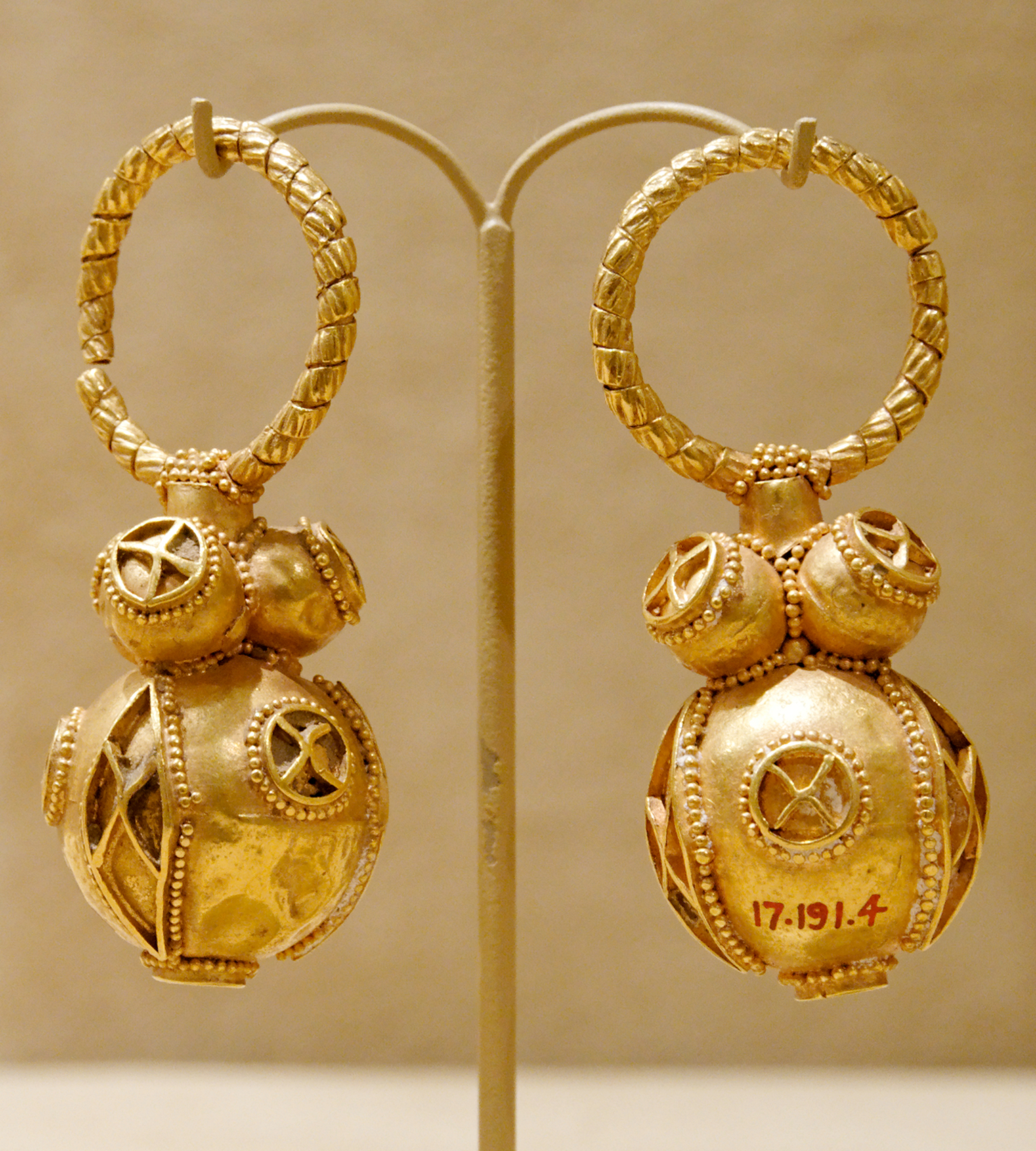
Paire de boucles d'oreilles, or, 550-650

## Génétique

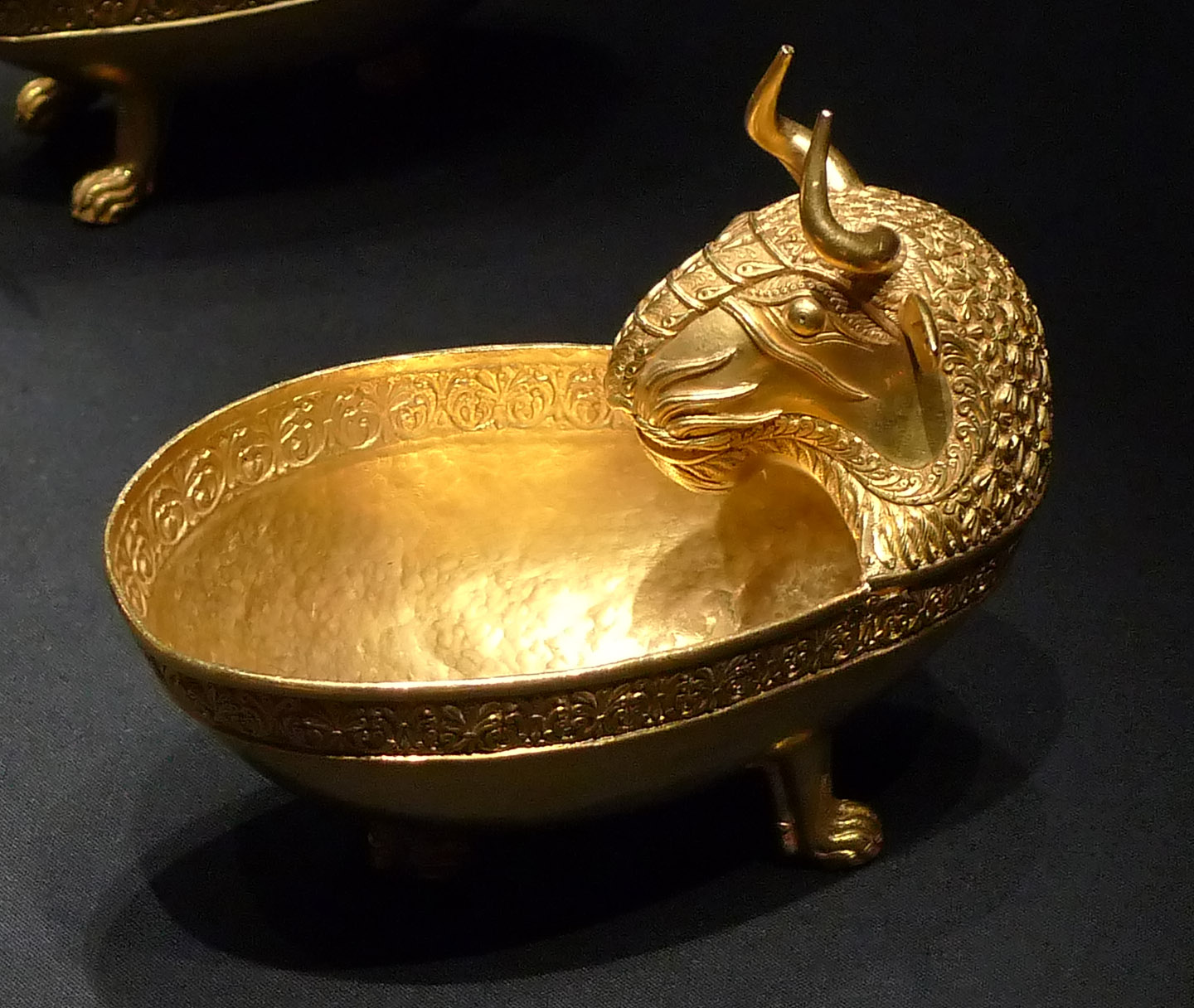
Vase en forme de tête de taureau. Trésor de Nagyszentmiklós

Comme le rapportaient les auteurs anciens, une partie de la société avar était probablement d'origine asiatique, mais la rareté des données historiques et archéologiques entrave la localisation de leur pays d'origine. Une étude génétique moderne (2019) a porté sur la variabilité du STR du mitogénome et du STR chromosomique Y de 26 individus, certains d'entre eux représentant un groupe d'élite bien caractérisé enseveli au centre du bassin des Carpates plus d'un siècle après la conquête avar. L'étude montre que le groupe étudié a des affinités génétiques maternelles et paternelles avec plusieurs populations anciennes et modernes d'Asie centrale et orientale. La majorité de la variabilité de l'ADN mitochondrial représente des haplogroupes asiatiques (C, D, F, M, R, Y et Z). La variabilité Y-STR des mâles d'élite analysés n'appartient qu'à cinq lignées, trois N-Tat avec des parallèles principalement asiatiques et deux haplotypes Q. L'homogénéité des chromosomes Y révèle que la parenté paternelle est une force de cohésion dans l’organisation des couches de l'élite avare, tant sur le plan social que territorial. Les résultats indiquent que l'élite des Avars est arrivée dans le bassin des Carpates en tant que groupe de familles et est restée essentiellement endogame pendant plusieurs générations après la conquête.
Les analyses des marqueurs phénotypiques montrent que tous les Avars étudiés avaient les yeux et les cheveux sombres à l'exception d'un seul individu. La tolérance au lactose est détectée chez seulement 2 Avars sur 14. Leurs gènes sont proches des populations de Sibérie. Dans l'étude Neparáczki et al. (2019), les auteurs concluent que la prévalence imprévue de l'haplogroupe N1a Hg-s sibérien jette un nouvel éclairage sur leur préhistoire. Accepter leur origine présumée de Ruanruan impliquerait une classe dirigeante d'ascendance sibérienne en Asie intérieure avant la prise de pouvoir par les Turcs. La fréquence étonnamment élevée de N1a1a1a1a3 Hg révèle que les ancêtres des Sibériens et des Bouriates de l'époque contemporaine auraient pu donner une part considérable à l'élite des Ruanruan et des Avars.
Deux nouvelles études (2022) confirment une migration transeurasienne rapide et de longue distance des élites de la période avare et suggèrent que le « noyau d'immigrants » des Avars est originaire de la Mongolie actuelle, leur origine remontant aux Xiongnu. Ces individus portent une ascendance nord-asiatique correspondant au profil des populations précédentes des steppes mongoles, en particulier un génome disponible à partir de la période ruanruan. Selon Zoltán Maróti et al., la composante majoritaire de leur génome correspond à la population nganassane de Sibérie. Dans l'étude Gnecchi-Ruscone et al., tous les individus du début de la période avar, sauf deux exceptions, forment un groupe serré avec un haut niveau d'ascendance ANA (« anciens Asiatiques du nord-est »). Ils sont situés entre les populations mongoles actuelles (les Bouriates et les Khamnigans) et les populations de langues toungouses / nivkhe (par exemple, les Néguidales, les Nanaï, les Ulchi et les Nivkhes) ainsi que du seul génome ancien disponible de la Mongolie de la période ruanruane. Certains des derniers individus d'élite étudiés portaient une composante d'ascendance non locale supplémentaire correspondant largement au profil génétique des populations de la steppe, ce qui pourrait indiquer une migration ultérieure ou refléter une plus grande diversité génétique au sein de la population migrante initiale.
Les analyses génétiques montrent que la société avare était fortement patrilinéaire associant patrilocalité et exogamie féminine. Des cas de partenaires multiples sont répertoriés notamment entre des hommes proches familialement qui partageaient la même épouse ce qui suggère l'existence du lévirat un type particulier de mariage où le frère d'un défunt épouse sa veuve afin de poursuivre la lignée de sa famille.